# Günter Halama
Günter Halama (* 1. Juli 1941 in Oberschlesien) ist ein deutscher Jurist. Er war von 1992 bis 2006 Richter am Bundesverwaltungsgericht.

## Leben und Wirken
Halama wuchs in Schleswig-Holstein auf. Er studierte Rechtswissenschaft in Tübingen, Berlin sowie in Hamburg und legte 1967 die Erste juristische Staatsprüfung ab. Während seiner Referendarzeit verbrachte er je ein Semester in Aix-en-Provence und in Speyer. Durch den Besuch vertiefender Lehrgänge in Saarbrücken und Paris und einen sechsmonatigen Aufenthalt bei einem Rechtsanwalt in Straßburg arbeitete er sich in das französische Recht ein. Nach Ablegung der Zweiten juristischen Staatsprüfung trat Halama 1971 in den Justizdienst des Landes Niedersachsen ein. Dort war er am Verwaltungsgericht Hannover tätig. Von Februar 1973 bis Ende 1975 war er als Sprachsachverständiger zum juristischen Sprachendienst des Gerichtshofshofes der Europäischen Gemeinschaften in Luxemburg abgeordnet. Ende 1975 wechselte Halama in den Justizdienst des Landes Baden-Württemberg und wurde dem Verwaltungsgericht Stuttgart zugewiesen. Dort wurde er 1976 zum Richter am Verwaltungsgericht ernannt. Nach einer Abordnung 1981 an den Verwaltungsgerichtshof Baden-Württemberg in Mannheim erfolgte 1982 seine Ernennung zum Richter am Verwaltungsgerichtshof.
Im Januar 1992 wurde Halama Richter am Bundesverwaltungsgericht. Er gehörte dem u. a. für das Bau- und Bodenrecht, für das Recht der Raumordnung, Teile des Fachplanungsrechts und für das Straßen- und Wegerecht sowie für die Anlage und den Betrieb von Flugplätzen zuständigen 4. Revisionssenat an. Halama trat am 30. Juni 2006 in den Ruhestand.